# Sweet Mama
Pour plus de détails, voir Fiche technique et Distribution.
Sweet Mama est un film américain réalisé par Edward F. Cline, sorti en 1930.

## Fiche technique
- Titre : Sweet Mama
- Réalisation : Edward F. Cline
- Scénario : Earl Baldwin et Frederick Hazlitt Brennan
- Direction artistique : Anton Grot
- Photographie : Sidney Hickox
- Montage : Fredrick Y. Smith
- Pays d'origine : États-Unis
- Format : Noir et blanc - 1,37:1
- Genre : comédie dramatique
- Date de sortie : 1930

## Distribution
- Alice White : Goldie
- David Manners : Jimmy
- Kenneth Thomson : Joe Palmer
- Rita Flynn : Lulu
- Lee Moran : Al Hadrick
- Richard Cramer (en) : Elmer
- Robert Elliott : Mack
- Lew Harvey : un gangster
- Lee Shumway (non crédité)